# Crna Gora do dolaska Slavena
Suvremena crnogorska država naseljavana je od najdavnijih vremena. U 4. stoljeću pr. Kr. na području suvremene Crne Gore dolazi do formiranja prvih državnih zajednica ilirskih plemena. 

## Ilirska plemena
Iz toga perioda u povjesnici su poznata sljedeća ilirska plemena koja su postojala na teitoriju suvremene Crne Gore: Enhelejci, Labeati, Autarijati, Ardijejci, možda Pirusti, ali u prvom redu Dokleati kao najznačajnija skupina.
Zemljopisac Pseudo Sculax spominje Enhelejce kao gospodare Rizonskoga zaljeva (Boka kotorska). 
Labeati su živjeli oko Skadarskoga jezera koje se imenuje po njima - Lacus Labeatis. Tit Livije spominje da se u zemlji Labeata nalazio grad Skadar (Scodra) i Medun (Meteon) u današnjim Kučima. 
Autarijati čije se ime vezuje za crnogorsku rijeku Taru, živjeli su po Pseudo Sculaxu sjeverno od Velikog jezera koje se obično izjednačuje sa Skadarskim ili Labeatskim jezerom. Koncem 4. pr. Kr., naselili su područja oko planina Orbela ( kasnije nazvana Bjelasica), između suvremenog Kolašina i Mojkovca.
Pleme Ardijejci spominje Strabon, najprije oko Neretve, prema otoku Hvaru, ali i oko Boke kotorske.
Za ilirsko pleme Piruste još uvijek nema čvtstih dokaza o njihovom prisustvu na crnogorskom teritoriju. No brojni povjesničari vjeruju kako su naseljavali područja planine Durmitora (okolica Žabljaka) i gornje desne obale rijeke Tare (okolica Pljevalja).
Dokleati su nastanjivali područja od današnje Podgorice do Nikšića (Banjani) i njihovo ime nosi antički, rimski grad Duklja (Doclea). Jedan sačuvani natpis u Banjanima (Vilusi) spominje Gaiusa Epicadua, prvaka (princeps) Dokleata.
Ilirska kraljica Teuta (Tefta), koja je vladala od 231. pr. Kr. do 228. pr. Kr., imala je u Risnu svoj dvor. Ilirska država je, po mišljenju povjesničara, stajala iznad nivoa saveza plemena, dok je, s druge strane, pokazivala i neke specifičnosti što su je izdvajaju od klasičnoga tipa robovlasničke države starog vijeka: grčkog polisa, helenističkih država i Rima. Elementi države u ovoj ilirskoj zajednici su naslijeđena vlast i odgovarajući položaj članova kraljevske dinastije, vezivane za izvjesne vodeće ličnosti (principes), kao i postojanje poreza.
Tijekom 9. godine nove ere to područje će anektirati Rimsko Carstvo i u njegovom sastavu će ostati djelomično ili potpuno više od 500 godina. Rimska provincija na tlu Crne Gore nazvana je Prevalis a glavno središte će biti grad Duklja.

## Rimski period
Oko 401. godine grad Duklju su opustošili Zapadni Goti, a Istočni Goti su ih slijedili 486. godine. Uslijedio je katastrofalni potres 518. godine. No, grad Duklja obnovljen je 536. u vrijeme cara Justinijana I. Velikog.
Od 620. godine grad Duklju napadaju Slaveni koji su je vremenom osvojili i pretvorili je u svoj politički i gospodarski centar. Slavenska plemena na teritoriju suvremene Crne Gore postupno su primila krišćanstvo.
Pleme Dokleati su, kako se vjeruje, poglavito asimilirani od slavenskih doseljenika koji su od njih prihvatili etnonim u slaveniziranoj formi - Dukljani.
Ljetopis popa Dukljanina, nastao koncem 12. stoljeća bilježi da je Duklja u 8.stoljeću bila u sastavu tadašnje Crvene Hrvatske.
Povijesni izvori bilježe da je u 9. stoljeću grad Duklja i dalje postojao.
Ljetopis popa Dukljanina izvješćuje kako se u gradu Duklji okrunjuju kraljevi Dukljanskoga kraljevstva iz prve povijesne crnogorske dinastije Vojislavljevića.

## Vanjske poveznice
- Piero Sticotti: "Rimski grad Doclea u Crnoj Gori", Beč, 1910. - Podgorica, 1999. (odlomak) (crnogorski)
- O arheološkim istraživanjima na lokalitetu grada Duklje (crnogorski)